# Elżbieta Muszyńska
Elżbieta Muszyńska (ur. 1943 w Łodzi) – polska urbanistka i architektka, nauczyciel akademicki.

## Życiorys
Prezes Towarzystwa Urbanistów Polskich oddziału łódzkiego. Członek Łódzkiej Okręgowej Izby Architektów. Profesor i kierownik Zakładu Projektowania Urbanistycznego Instytutu Architektury i Urbanistyki Politechniki Łódzkiej. Profesor na Wydziale Architektury w Wyższej Szkole Ekologii i Zarządzania w Warszawie.

## Odznaczenia państwowe
- 2012: Złoty Medal za Długoletnią Służbę dla pracowników Politechniki Łódzkiej[4]

## Rodzina
Żona architekta Krzysztofa Muszyńskiego, dzieci: córka Anna (historyk sztuki), syn Krzysztof (architekt).